# باشگاه فوتبال دیترویت اکسپرس (۱۹۸۳–۱۹۸۱)
دیترویت اکسپرس یک تیم فوتبال آمریکایی مستقر در دیترویت، میشیگان و عضو لیگ فوتبال آمریکا بود. آنها در سال ۱۹۸۱ پس از انتقال تیم اصلی اکسپرس به واشینگتن، دی.سی به لیگ پیوستند. ای‌اس‌ال اکسپرس بازی‌های خانگی خود را در پونتیاک سیلوردوم و سپس در تارتار فیلد در محوطه دانشگاه ایالتی وین انجام داد.
این تیم در سال ۱۹۸۲ قهرمان لیگ شد.